# كولن هاغينز
كولن هاغينز (بالإنجليزية: Colin Huggins)‏ هو عازف بيانو أمريكي، ولد في 6 يناير 1978 في جورجيا في الولايات المتحدة.